# Desa Sarimulyo (administrativ by i Indonesien, Jawa Tengah, lat -7,31, long 110,77)
Desa Sarimulyo är en administrativ by i Indonesien.   Den ligger i provinsen Jawa Tengah, i den västra delen av landet, 400 km öster om huvudstaden Jakarta. Desa Sarimulyo ligger vid sjön Waduk Kedungombo.